# Fönstret åt gården (1998)
Fönstret åt gården (engelska: Rear Window) är en amerikansk drama-thriller från 1998 i regi av Jeff Bleckner. Filmen är en nyinspelning av Alfred Hitchcocks klassiska film Fönstret åt gården från 1954. I huvudrollerna ses Christopher Reeve, Daryl Hannah och Robert Forster. Filmen sändes i USA på kanalen ABC den 22 november 1998 och har även sänts i Sverige ett flertal gånger.

## Handling
Arkitekten Jason Kemp blir totalförlamad efter en olycka och hamnar i rullstol. Uttråkad av sitt nya begränsade liv börjar han fördriva dagarna med att genom sitt fönster följa livet hos sina grannar som bor i huset mitt emot hans lägenhet. 
En dag blir han vittne till hur en av grannarna, skulptören Julian Thorpe, misshandlar sin fru Ilene. Han ringer polisen som griper Julian men dagen efter släpps han och återvänder till lägenheten. Samma kväll hör Jason plågsamma skrik från gården. 
Därefter är Ilene försvunnen, och Jason börjar misstänka att något hemskt har hänt men ingen tror på honom, men snart inser Julian Thorpe att någon är honom på spåren och Jason är snart indragen i ett dödligt spel.

## Rollista i urval
- Christopher Reeve - Jason Kemp
- Daryl Hannah - Claudia Henderson
- Robert Forster - Kommissarie Charlie Moore
- Ruben Santiago-Hudson - Antonio
- Anne Twomey - Leila Kemp
- Ritchie Coster - Julian Thorpe
- Allison Mackie - Ilene Thorpe/Ilenes syster

## Om filmen
Chrisopher Reeve nominerades till en Golden Globe för sin insats i filmen.